# アケロオス (揚陸艇修理艦)
アケロオス(USS Achelous, ARL-1)は、第二次世界大戦時に使用されたアメリカ海軍の揚陸艇修理艦である。艦名はギリシア神話の神アケローオスから取られた。
アケロオスは1942年8月15日にアメリカ・ペンシルバニア州ピッツバーグのドラヴォ・コーポレーションによってLST-10 (LST＝landing ship, tank 戦車揚陸艦)として起工された。11月25日にドラヴォ・コーポレーションのチーフエンジニアの妻であるジョージ・F・ウルフ夫人の後援の下、進水した。1943年1月13日、正式にアケロオスと改称され、ARL-10(ARL＝repair ship, small landing craft repair ship 揚陸艇修理艦)となった。1943年4月2日、アメリカ・ボルチモアで臨時司令B・N・ワード海軍大佐の下アメリカ海軍に就役した。その後、ウォルター・リンジーズ海軍大尉に指揮は引き継がれた。

## 艦歴
アケロオスは1943年4月22日から4月28日まで供給品を受け取るためチェサピーク湾に停泊した。北アフリカに向かう第28護送船団とともに湾を離れたアケロオスは、途中5月2日から5月9日までバミューダ諸島に滞在し、5月26日にアルジェリアのオランへ到着した。
6月1日にチュニジアのビゼルトに移り、7月14日まで揚陸艇に様々な整備を施した。ハスキー作戦の支援をしたアケロオスは、7月15日から8月4日まで、揚陸艇の修理の為リカータに滞在した。8月15日にビゼルトへと戻ったアケロオスは、翌3日間2回にわたってドイツの空襲に遭った。その際、アケロオスの艦載砲は2機のドイツ軍機を撃墜している。9月中旬、イタリア・パレルモに一週間立ち寄った。10月16日に護送船団UGS-19とともに航行し、23日にエジプト・ポートサイドを経由して25日にはスエズ運河を通過、そのままエリトリアのマッサワへ向かった。10月31日に到着したアケロオスは、マッサワにあるイギリスの浮き乾船渠に入った。11月4日に船渠を離れたアケロオスはインドへと向かった。12月上旬にカルカッタへ到着したアケロオスは、CBI(China Burma India)戦線に従事した。
1944年前半にインドを出発したアケロオスは地中海へ向かった。7月、揚陸艇修理艦はフランス南海岸侵攻に備えた。8月中旬にはフランスの沖合に停泊し、作戦に従事する揚陸艇のためのポンツーン型乾船渠の準備に当たった。1944年は大部分が地中海での作戦行動にあてられている。しかし後半には再び太平洋へと活動域が戻り、ジブラルタル海峡やパナマ運河などを経由することになった。1945年3月7日にパナマ運河を通過し、4月24日にエニウェトク環礁へ到着した。アケロオスは沖縄侵攻の援助を命じられ、これがこの艦にとって第二次世界大戦最後の戦いとなった。戦争終結後西海岸へ帰還、1947年1月に退役した。退役後は合衆国海軍予備艦艦隊に所属したが、1973年6月1日にアメリカ海軍から除籍され、1974年1月21日に香港の企業へスクラップとして売却された。
第二次世界大戦時の功績を称え、従軍星章2個が贈られた。